# Horki
Horki, Gorki; dawniej Hory-Horki (biał. Горкi, Horki, ros. Горки, Gorki) – miasto na Białorusi, w obwodzie mohylewskim, centrum administracyjne rejonu horeckiego, nad Pronią (dorzecze Dniepru). 28,9 tys. mieszkańców (2024). Przemysł materiałów budowlanych, spożywczy, roszarnia lnu. Białoruska Państwowa Akademia Gospodarki Wiejskiej (założona 1926); ogród botaniczny.
Miasto magnackie położone było w końcu XVIII wieku w hrabstwie hory-horackim w powiecie orszańskim województwa witebskiego. Horki wraz z Horami stanowiły obszerny klucz horecki, posiadany kolejno przez książąt Druckich, Horskich, potem przez Sapiehów, następnie przez Sołohubów, aż w wieku XIX stały się własnością rządową.
W czasach rozbiorów miejscowość położona była w guberni mohylewskiej Imperium Rosyjskiego. W 1840 roku otwarto w niej Wyższą Szkołę Rolniczą – pierwszą wyższą szkołę o takim profilu w Imperium Rosyjskim. W 1848 została ona przekształcona w Instytut Gospodarstwa Wiejskiego. Jednym z uczniów tej szkoły był od roku 1850 Rafał Kalinowski. W czasie powstania styczniowego doszło tu 6 maja 1863 roku do wystąpienia zbrojnego przeciwko Rosjanom.
W Horkach znajduje się kolonia karna, do której skierowany został m.in. skazany lider białoruskiej opozycyjnej organizacji młodzieżowej „Młody Front”, Dzmitryj Daszkiewicz.

## Heraldyka
Herb został zatwierdzony decyzją Komitetu Wykonawczego Rejonu Horeckiego z dnia 29 maja 2001 roku № 6-5. Zarejestrowany w Państwowym Rejestrze Herbów Republiki Białorusi 20 czerwca 2001 roku № 63.
Flaga została ustanowiona Dekretem Prezydenta Republiki Białorusi z dnia 24 sierpnia 2006 roku № 526 i zarejestrowana w Państwowym Rejestrze Heraldycznym Republiki Białorusi 29 sierpnia 2006 roku B-93. Zatwierdzona decyzją Komitetu Wykonawczego Rejonu Horeckiego z dnia 30 czerwca 2005 roku № 7-10.

## Demografia
Liczba mieszkańców – 28961 (1 stycznia 2024).
| Skład narodowościowy (spis powszechny 2009) | Skład narodowościowy (spis powszechny 2009) | Skład narodowościowy (spis powszechny 2009) | Skład narodowościowy (spis powszechny 2009) | Skład narodowościowy (spis powszechny 2009) | Skład narodowościowy (spis powszechny 2009) | Skład narodowościowy (spis powszechny 2009) | Skład narodowościowy (spis powszechny 2009) | Skład narodowościowy (spis powszechny 2009) | Skład narodowościowy (spis powszechny 2009) | Skład narodowościowy (spis powszechny 2009) |
| ------------------------------------------- | ------------------------------------------- | ------------------------------------------- | ------------------------------------------- | ------------------------------------------- | ------------------------------------------- | ------------------------------------------- | ------------------------------------------- | ------------------------------------------- | ------------------------------------------- | ------------------------------------------- |
| Wszyscy                                     | Białorusini                                 | Białorusini                                 | Rosjanie                                    | Rosjanie                                    | Turkmeni                                    | Turkmeni                                    | Ukraińcy                                    | Ukraińcy                                    | Polacy                                      | Polacy                                      |
| 32 777                                      | 29 422                                      | 89,76%                                      | 1983                                        | 6,05%                                       | 331                                         | 1,01%                                       | 241                                         | 0,74%                                       | 53                                          | 0,16%                                       |
| 32 777                                      | Azerowie                                    | Azerowie                                    | Ormianie                                    | Ormianie                                    | Romowie                                     | Romowie                                     | Gruzini                                     | Gruzini                                     | Chińczycy                                   | Chińczycy                                   |
| 32 777                                      | 43                                          | 0,13%                                       | 40                                          | 0,12%                                       | 26                                          | 0,08%                                       | 21                                          | 0,06%                                       | 21                                          | 0,06%                                       |